# (36297) 2000 JM5
2000 جاي أم 5 (ويعرف أيضًا باسم (36297) 2000 جاي أم 5 وفق تسمية الكوكب الصغير) (بالإنجليزية: 2000 JM5)‏ هو كويكب ضمن حزام الكويكبات؛ وترتيبه 36297 من حيث الاكتشاف.
اكتُشف هذا الجُرم الفلكي بواسطة Paul G. Comba ‏ في 5 مايو 2000.

## وصلات خارجية
- (36297) 2000 JM5 في قاعدة بيانات مختبر الدفع النفاث لأجرام النظام الشمسي الصغيرة

- الاكتشاف · مخطط المدار ·  العناصر المدارية · المعلمات المادية

- (36297) 2000 JM5 على موقع ويكي سكاي: DSS2, SDSS, GALEX, IRAS, Hydrogen α, X-Ray, Astrophoto, Sky Map, Articles and images